# Culture Club
Culture Club är en brittisk popgrupp, bildad i London 1981. Medlemmarna är Boy George, Jon Moss, Roy Hay och Mikey Craig. 
Några av Culture Clubs hits är "Do You Really Want to Hurt Me", "Time (Clock of the Heart)", "Church of the Poison Mind", "It's a Miracle" och "Karma Chameleon". Den sistnämnda låg etta på listan både i England och i USA. Videon utspelar sig i Mississippi 1870. Videon till "It's a Miracle" är som en liten berättelse om hur Culture Club bildades, fram tills det att låten skrevs. I vissa låtar är Helen Terry med och sjunger, oftast i bakgrunden. Bandet har vunnit en Grammy.
Culture Club splittrades 1986 på grund av att Boy George hade blivit drogberoende. Han greps av brittisk polis för cannabisinnehav.
År 1998 återförenades gruppen för att spela in en skiva och genomföra en världsturné. De spelade in en ny låt, "I Just Wanna Be Loved". Efter ett par år splittrades dock gruppen igen. Sedan bandet splittrades har Boy George satsat på en solokarriär och då kom bland annat låtar som "Run", "To Be Reborn" och "When Will You Learn".
Gruppen har återförenats flera gånger under 2010-talet och gav 2018 ut sitt första nya material på tjugo år – albumet Life.

## Medlemmar
- Boy George – sång
- Roy Hay – gitarr, keyboard, bakgrundssång
- Mikey Craig – basgitarr, keyboard, bakgrundssång
- Jon Moss – trummor, percussion, bakgrundssång

## Diskografi
Studioalbum
- 1982 – Kissing to Be Clever
- 1983 – Colour by Numbers
- 1984 – Waking Up with the House on Fire
- 1986 – From Luxury to Heartache
- 1999 – Don't Mind If I Do
- 2018 – Life

Samlingsalbum
- 1987 – This Time – The First Four Years
- 1989 – The Best of Culture Club
- 1991 – Collect – 12" Mixes Plus
- 1992 – Spin Dazzle – The Best of Boy George and Culture Club
- 1993 – At Worst... The Best of Boy George and Culture Club
- 1998 – Greatest Moments – VH1 Storytellers Live
- 2005 – Greatest Hits
- 2005 – Culture Club 2005 – Singles and Remixes
- 2012 – So80s (SoEighties) Presents Culture Club
- 2012 – Sight & Sound – Greatest Hits on CD & DVD

Livealbum
- 1998 – VH1 Storytellers
- 2005 – River Sessions
- 2011 – Miss Me Blind Greatest Hits Live!
- 2013 – Live At The Royal Albert Hall 20th Anniversary Concert

Singlar
- 1982 – "White Boy"
- 1982 – "I'm Afraid of Me"
- 1982 – "Do You Really Want to Hurt Me"
- 1982 – "Time (Clock of the Heart)"
- 1982 – "I'll Tumble 4 Ya"
- 1983 – "Church of the Poison Mind"
- 1983 – "Karma Chameleon"
- 1983 – "Victims"
- 1984 – "Miss Me Blind"
- 1984 – "It's a Miracle"
- 1984 – "The War Song"
- 1984 – "The Medal Song"
- 1984 – "Mistake No. 3"
- 1984 – "Love Is Love"
- 1986 – "Move Away"
- 1986 – "God Thank You Woman"
- 1986 – "Gusto Blusto"
- 1998 – "I Just Wanna Be Loved"
- 1999 – "Your Kisses Are Charity"
- 1999 – "Cold Shoulder" / "Starman"
- 2014 – "More Than Silence"
- 2014 – "Runaway Train"
- 2018 – "Let Somebody Love You"